# Blocco Paranapanema
Il blocco Paranapanema è un blocco coerente della litosfera terrestre situato nella parte sudorientale del Sud America e che si estende all'incirca nella stessa area del bacino del Paraná. 
L'esistenza di una zona tettonicamente stabile al di sotto del bacino del Paraná fu suggerita per la prima volta nel 1975. Nonostante le difficoltà insiste nell'accedere al blocco Paranapanema che è sepolto al di sotto dei sedimenti, si ritiene che sia composto principalmente do orto-gneiss e che sia esistito prima dell'orogenesi brasiliana.
Nel corso del Neoproterozoico, l'oceano Goianides separava il blocco Paranapanema dal cratone del São Francisco.